# بورنس (نيويورك)
بورنس (بالإنجليزية: Burns, New York)‏ هي بلدة أمريكية تقع في الولايات المتحدة في مقاطعة ألليغاني، نيويورك. يقدر عدد سكانها بـ 1,180 نسمة ومساحتها 70.5 كم2 وترتفع عن سطح البحر 432 متر.